# Fonction elliptique

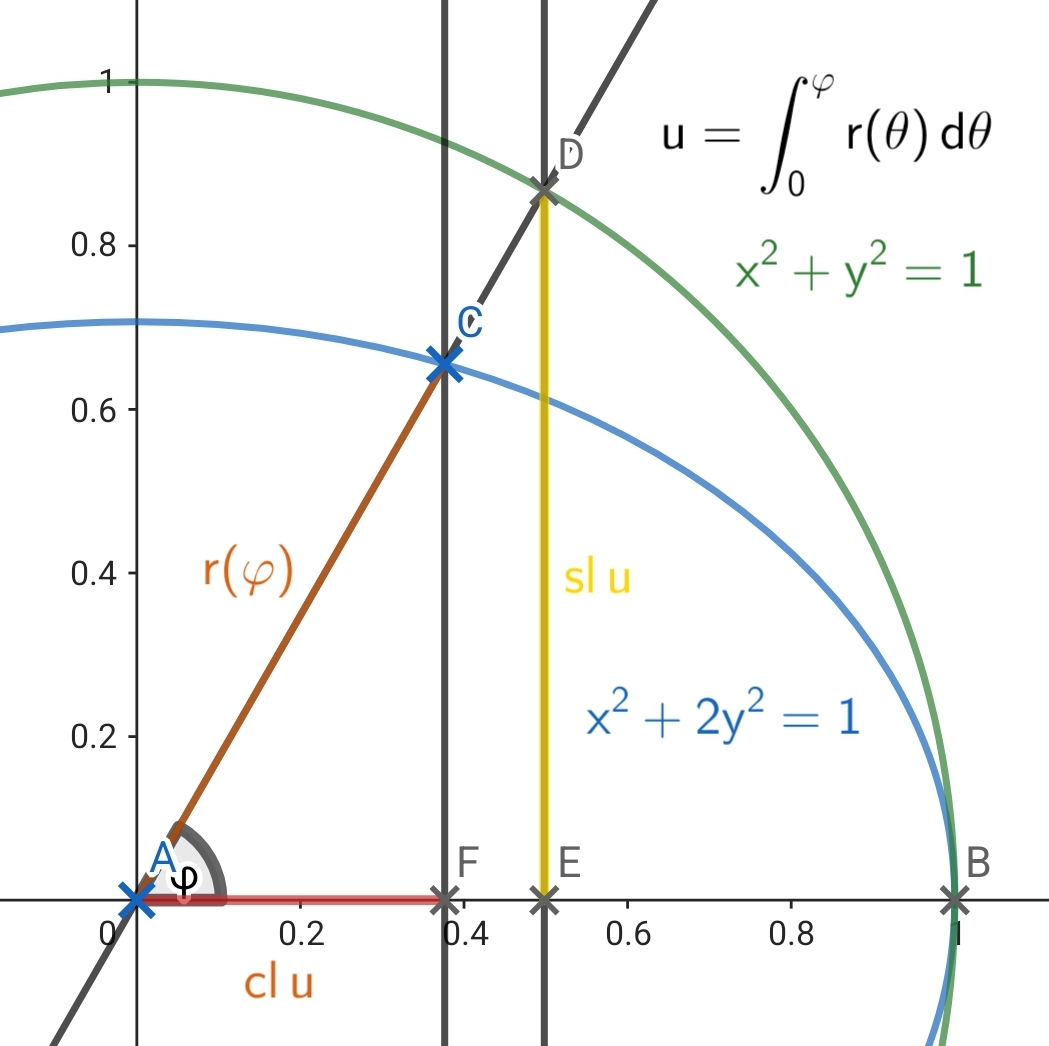
Fonctions elliptiques lemniscates et ellipse.

En mathématiques, et plus particulièrement en analyse complexe, une fonction elliptique est, grossièrement parlant, une fonction définie sur le plan complexe qui est doublement périodique (périodique dans deux directions). Elle peut être vue comme analogue à une fonction trigonométrique (qui a une seule période).

## Description
Formellement, une fonction elliptique est une fonction méromorphe f définie sur ℂ pour laquelle il existe deux nombres complexes non nuls a et b tels que :
- {\displaystyle {a \over b}\not \in \mathbb {R} } ;
- {\displaystyle \forall z\in \mathbb {C} ,\,f(z+a)=f(z+b)=f(z)}.

De ceci, il suit que :
{\displaystyle \forall z\in \mathbb {C} ,\,\forall (m,n)\in \mathbb {Z} ^{2},\,f(z+ma+nb)=f(z).}
À noter que si une fonction elliptique est holomorphe alors elle est nécessairement constante en vertu du théorème de Liouville. Les cas intéressants sont donc ceux où la fonction elliptique admet au moins un pôle.
La plus importante classe de fonctions elliptiques est celle des fonctions elliptiques de Weierstrass ; toute fonction elliptique peut être exprimée à l'aide de celles-ci.
Les fonctions elliptiques sont les applications réciproques des fonctions intégrales elliptiques, et c'est de cette façon qu'historiquement elles ont été introduites.
Tout nombre complexe ω tel que {\displaystyle \forall z\in \mathbb {C} ,\,f(z+\omega )=f(z)} est appelé « période » de f. Si les deux périodes a et b sont telles que toute autre période ω puisse être écrite sous la forme ω = ma + nb avec m et n entiers, alors a et b sont appelées « périodes fondamentales ». Toute fonction elliptique non constante possède une paire de périodes fondamentales, mais elle n'est pas unique.
Si a et b sont des périodes fondamentales, alors tout parallélogramme de sommets d'affixes z, z + a, z + b, z + a + b est appelé un « parallélogramme fondamental ». Translater un tel parallélogramme d'un multiple entier de a et b donne un parallélogramme du même type, et la fonction f se comporte identiquement sur ce parallélogramme translaté, à cause de la périodicité.
Le nombre de pôles dans tout parallélogramme fondamental est fini (et le même pour tout parallélogramme fondamental). À moins que la fonction elliptique ne soit constante, tout parallélogramme contient au moins un pôle, conséquence du théorème de Liouville.
La somme des ordres des pôles dans tout parallélogramme fondamental est appelée l’« ordre » de la fonction elliptique. La somme des résidus des pôles dans un parallélogramme fondamental est nulle, donc aucune fonction elliptique ne peut avoir un ordre égal à 1.
La dérivée d'une fonction elliptique est encore une fonction elliptique, de même période. L'ensemble de toutes les fonctions elliptiques de mêmes périodes fondamentales forme un corps commutatif. Plus précisément, étant donné un couple de périodes, toute fonction elliptique admettant ce couple de périodes peut être définie sur une certaine surface de Riemann : le tore complexe obtenu par recollement des couples de côtés opposés du parallélogramme fondamental. Les fonctions elliptiques sont alors les fonctions méromorphes sur ce tore. Par ailleurs, la fonction de Weierstrass associée à ce couple de périodes et sa dérivée paramètrent une certaine courbe complexe : une courbe elliptique.